# VIA Nano
VIA Nano (conhecido durante seu desenvolvimento pelo codinome VIA Isaiah) é uma unidade central de processamento 64-bit para PCs anunciado pela VIA Technologies em 2004.

## Histórico
Em 2007 a VIA anunciou oficialmente que sua divisão de CPUs, Centaur Technology, trabalhava em uma nova arquitetura há quatro anos, confirmando rumores. Esta nova arquitetura foi desenvolvida a partir do zero com planos para seu lançamento no começo de 2008.
Em 23 de janeiro de 2008 o projeto foi apresentado como não apenas um processador, mas como a arquitetura VIA Isaiah 64-bit.
No dia 29 de maio de 2008, a VIA anunciou o nome da marca dos processadores baseados na arquitetura Isaiah/CN, VIA Nano, e seus diferentes modelos.

### Nomenclatura
Diferentente da Intel e da AMD, a VIA utiliza dois codinomes de desenvolvimento distintos para seus núcleos de processador. Neste caso o codinome "CN" foi utilizado nos EUA pela Centaur Technology. A VIA em Taiwan por sua vez utiliza nomes bíblicos como codinomes, no caso desta arquitetura e processador, "Isaiah" (Isaías).

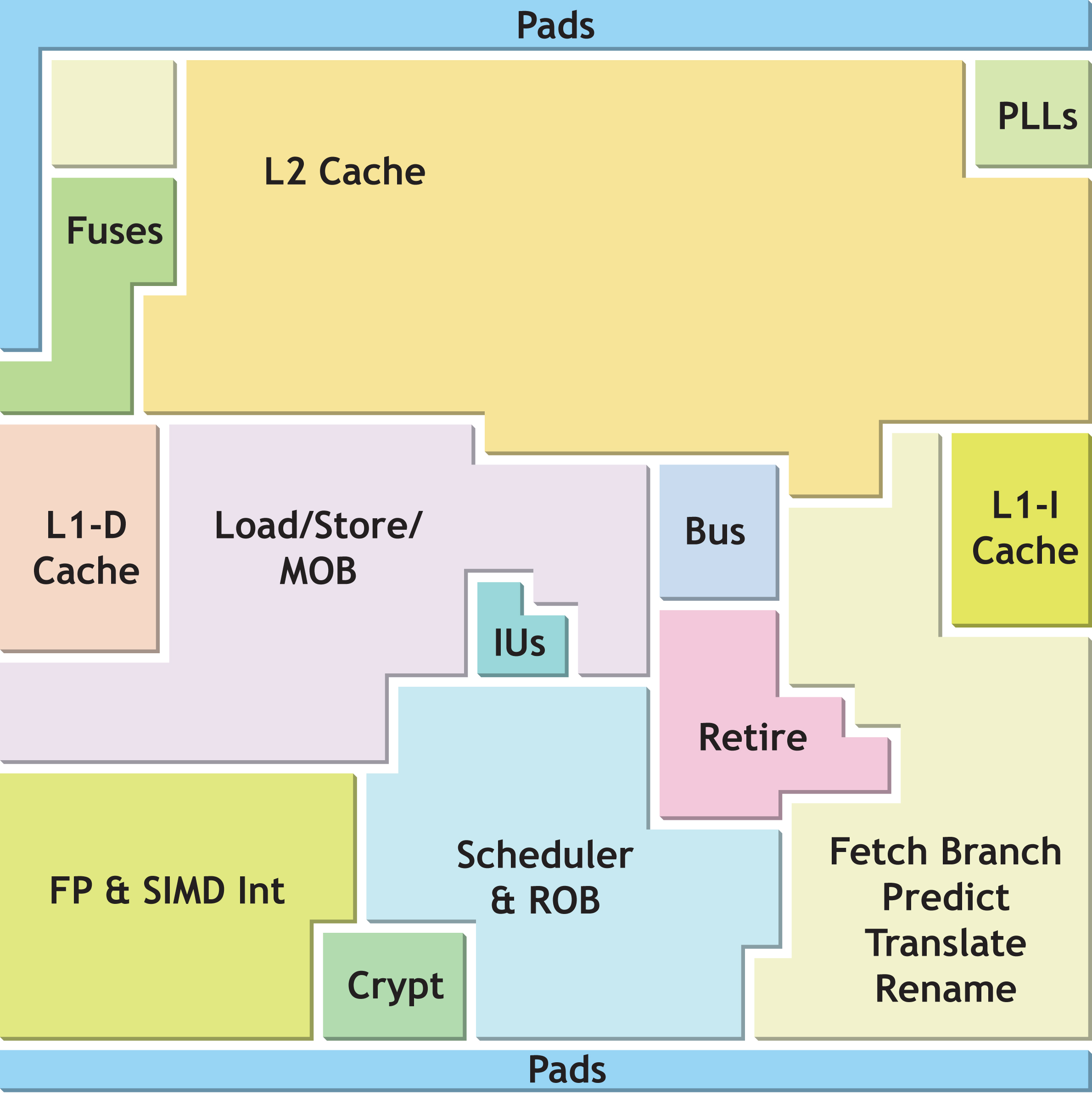
Diagrama da arquitetura VIA Isaiah/CN

## Especificações
- Codinome CN.
- Suporte às instruções da arquitetura x86-64.
- Processo de fabricação em 65nm ou 45nm.
- 25W TDP à 2,0GHz
- Barramento V4 à 800MHz~1333MHz
- Suporte à ECC
- Tecnologia de virtualização (compatível com a implementação da Intel)
- Caches L1 com 64KB e L2 com 1MB, exclusivos (um não contém dados armazenados no outro)
- Compatível fisicamente com sistemas desenvolvidos para o VIA C7.